# Carpathonesticus biroi
Carpathonesticus biroi es una especie de araña araneomorfa del género Carpathonesticus, familia Nesticidae. Fue descrita científicamente por Kulczyński en 1895.
Se distribuye por Rumania. El prosoma del macho mide aproximadamente 2 milímetros de longitud y la hembra 1,6-2,2 milímetros.